# Szkoła Podstawowa im. Janusza Kusocińskiego w Polanowicach
Szkoła w Polanowicach – powstała w 1827 roku wiejska szkoła, obecnie Szkoła Podstawowa im. Janusza Kusocińskiego.

## Historia
Szkoła w Polanowicach powstała już w 1827 roku, a założył ją ówczesny miejscowy dziedzic, baron Karol Ferdynand von Pelet-Narbonne. Początkowo był to katolicki zakład szkolny, w którym obowiązującym językiem był niemiecki.
W 1887 roku budynek szkolny spłonął, ale już rok później szkoła została odbudowana.
Z 1891 roku pochodzi najstarsza szkolna kronika, pisana przez Aleksandra Schewmina. Na podstawie posiadanych dokumentów trudno określić, czy był on Polakiem, czy Niemcem. W 1898 roku kierownikiem szkoły został Ignacy Dankowski. Jako gorliwy patriota ubolewał, że w polskiej szkole używa się języka niemieckiego.
Po odzyskaniu niepodległości, w 1918 roku, na skutek reformy szkolnej, szkoła zostaje przejęta przez polskie władze oświatowe. Już w 1919 roku uczęszcza do szkoły 142 uczniów. Wśród nich są dzieci robotników przybyłych z dawnej Kongresówki. Większość z nich nie miała możliwość uczęszczania przedtem do innej szkoły.
W 1919 roku, po 21 latach pracy, odszedł nauczyciel Dankowski, a na jego miejsce przyszedł Julian Chmielnik. Posadę objął dopiero 1 października, ale nauka zaczęła się dopiero 9 grudnia, gdyż brakowało opału.
Kiedy wybuchła wojna z bolszewikami, Julian Chmilnik zgłosił się jako ochotnik do armii. Stawił się 22 lipca 1920 roku w Poznaniu, skąd został wysłany do Sremu, a 14 sierpnia wyruszył na odsiecz Pomorza. Walczył z nieprzyjacielem pod Kołczaczem. Ze służy został zwolniony w 1921 roku, ponieważ dzieci z Polanowic przestały mieć możliwość nauki. Bezzwłocznie rozpoczął pracę, nie dostając za nią wynagrodzenia.
W 1922 roku zaczął się remont szkoły: prace malarskie, wymiana okien, drzwi, dachu, płotu.
Nauka została przerwana w latach 1922–1924, gdy te ziemie nawiedziła epidemia szkarlatyny i zapalenia płuc.
12 maja 1924 roku szkołę odwiedził prymas Polski Edmund Dalbor.
W latach międzywojennych działalność szkoły wspierał Hans Gierke, właściciel majątku Polanowice.
Wybuch II wojny światowej przerwał działalność oświatową. Nauczyciel Julian Chmielnik, jako porucznik rezerwy, zgłosił się 24 sierpnia 1939 roku w RKU w Inowrocławiu i otrzymał rozkaz uformowania kompanii wartowniczej. Po wykonanym zadaniu pełni służbę jako dowódca kompanii służby wartowniczej w Inowrocławiu. Od 22 maja 1949 roku do 29 kwietnia 1945 przebywa w obozie Murnau niedaleko Monachium.
Po wyzwoleniu 5 marca 1945 roku szkoła w Polanowicach wznawia działalność. Od samego początku uczy się w niej 113 dzieci. Na stanowisko nauczyciela zostaje tymczasowo powołany Tytus Chmielnik, gdyż jego ojciec wraca do Polanowic dopiero 10 września, a pracę rozpoczyna 9 października 1945 roku.
W 1945 roku budynek zostaje zelektryzowany i powoli, ale systematycznie naprawiany. W szkole prowadzi się kursy dokształcające dorosłych.
1 września 1951 roku kierownikiem szkoły zostaje Zdzisław Tylkowski, gdyż J. Chmielnik musi odejść na emeryturę.
W 1957 roku zostaje dobudowane drugie piętro budynku, jednak liczba uczniów ciągle wzrasta i zaczyna być już za ciasno. 27 marca 1966 powołany zostaje Komitet Rozbudowy Szkoły. Zbiórki pieniędzy, zbieranie materiału i budowa nowej części szkoły trwa 11 lat. W 1975 roku następuje otwarcie nowego budynku. Szkole przybywają 3 izby lekcyjne, duży hol oraz gabinet dyrektora.
Od 1972 roku szkołę prowadzi Jan Tadzik.
W roku 1986 dyrektorem zostaje mgr Andrzej Kozłowski. Dwa lata później szkoła otrzymuje imię znanego polskiego olimpijczyka i żołnierza – Janusza Kusocińskiego. W tym samym roku zostaje uhonorowana Medalem za Szczególne Zasługi dla Rozwoju Województwa Bydgoskiego.
Okres sprawowania funkcji kierownika szkoły przez Andrzeja Kozłowskiego jest okresem rozwoju szkoły. Systematycznie przeprowadza się remonty, zbudowana zostaje sala gimnastyczna, zmieniony dach, otynkowanie budynku. Co roku prawie 100% uczniów zdaje do szkół średnich.
Od 1 września 2000 roku dyrektorem zostaje mgr Alicja Lewandowicz, gdyż Andrzej Kozłowski zostaje dyrektorem Gminnego Zespołu Oświaty i Wychowania w Kruszwicy.
W 2001 roku przy szkole zostaje utworzony oddział przedszkolny.
W szkole uczy się średnio około 100 uczniów, są to mieszkańcy Polanowic, Sokolnik, Giżewa, Janikowa, Gustawowa, Słabęcina i Zakupia.

## Dyrektorzy szkoły
- 1827–1880 nieznani, jednym z nauczycieli był Ignacy Strzelecki
- ok. 1880–1898 Aleksander Schwemin
- 1898–1919 Ignacy Dankowski
- 1919–1951 Julian Chmielnik
  - 1945 Tytus Chmielnik
- 1951–1972 Zdzisław Tylkowski
- 1972–1986 Jan Tadzik
- 1986–2000 mgr inż. Andrzej Kozłowski
- 2000–nadal mgr Alicja Lewandowicz